# Моготоєво
Моготоєво (застар. Маготоєво) — солоне озеро лагунного походження на півночі Якутії. Розташоване на території Аллаїховського улусу. Є найбільшим озером республіки.
Перебуває під охороною у складі ресурсного резервату регіонального значення ООПТ Киталик.

## Гідрографія
Розташоване на півночі Яно-Індігирської низовини.
Площа поверхні — 323 км². Площа водозбірного басейну — 1170 км. Довжина озера 34 км, ширина 15 км, протяжність берегової лінії 88,5 км. Висота над рівнем моря — 0 м. Замерзає у другій половині вересня, скресає в червні. У холодні роки крига повністю не сходить.
Живлення озера змішане, з переважанням снігового. Зростання рівня водоймища відбувається на початку літа і триває до серпня. Мінімум відзначається навесні.
В озеро впадають: річка Воронцова, струмок Південний Моготоєвський, річка Велика Мілка і безліч малих струмків. Пов'язане протокою з солоним озером Велике.
Пов'язане зі Східносибірським морем протокою Мілкою (Моготоєвський), що здійснює рух води в обидва боки.

## Узбережжя
Береги низовинні, покриті мохово-лишайниковою і чагарничковою тундрою і модриновим рідколіссям. В озеро виступають кілька мисів: мис Клик, мис Крючок, мис Тупий, мис Гострий.
На північному березі є кілька мисливських хат.

## Фауна
В озері у великих кількостях водяться омуль, нельма і ряпушка.
По берегах гніздяться очкові гаги, пискульки та інші водоплавні птахи.